# Iodite
Cet article concerne l'iodite en chimie. Pour l'espèce minérale, voir Iodargyrite.
Un iodite est un sel de l'acide iodeux HIO2. L'ion iodite est l'anion IO2−. Dans ces sels comme dans l'ion, l'iode est à l'état d'oxydation +III.

## Acide et sels
L'acide iodeux et les iodites, très instables, ont été observés mais jamais isolés. Ils se dissocient rapidement en molécules d'iode et d'iodate. Ils ont aussi été détectés comme intermédiaires dans la conversion d'un iodure en iodate,.

## Autres états d'oxydation
L'iode peut prendre les nombres d'oxydation −I, +I, +III, +V ou +VII. On connaît également un certain nombre d'oxydes d'iode neutres.
| Nombre d'oxydation de l'iode | −I     | +I         | +III   | +V     | +VII          |
| Nom des sels ou de l'ion     | Iodure | Hypoiodite | Iodite | Iodate | Periodate     |
| Formule de l'ion             | I−     | IO−        | IO2−   | IO3−   | IO4− ou IO65− |